# Полярное тельце
Полярное тельце (устар. «направительное тельце», от англ. polar body) образуется в процессе овогенеза в результате первого и второго мейотического деления. Полярное тело имеет гаплоидный набор хромосом. Используется в технологии искусственного оплодотворения (ЭКО) как материал для анализа потенциального качества яйцеклетки.

## Раздвоение
Раздвоение полярных тел — гипотетическая форма раздвоения в мейозе, когда одно или несколько полярных тел не распадаются и оплодотворяются спермой.
В принципе, раздвоение произошло бы, если бы яйцеклетка и полярное тело были оплодотворены отдельными сперматозоидами. Однако, даже если произойдет оплодотворение, дальнейшее развитие не пойдёт, потому что зигота, образованная слиянием сперматозоида и полярного тела, не будет иметь достаточного количества цитоплазмы или запасённых питательных веществ для питания развивающегося эмбриона.
Полярные тела были впервые обнаружены в 1824 году Карусом у брюхоногих моллюсков, но их роль не была выяснена до работы Бутшли в 1875 году, Джарда в 1876 году и, наконец, Хертвига в 1877 году. Эти структуры часто путали с фрагментами яиц или вытесненными массами желтка, но в конечном итоге их называли направленными телами (или Richtungskorper), термин, подразумевающий место, где начинаются подразделения созревания. Общие названия «полоциты» и «полярные тела» происходят от их полярного положения в яйцах. Полярные тела были охарактеризованы в начале 20-го века О. Хертвигом, Т. Бовери и Э. Л. Марк, как нефункционирующие яйцеклетки, которые распадались, потому что сперматозоид, за редким исключением, не мог оплодотворить их и вместо этого химически вызвал их растворение.
Полярные тела служат для устранения одной половины диплоидного набора хромосом, образованного мейотическим делением в яйцеклетке, оставляя после себя гаплоидную клетку. Чтобы произвести полярные тела, клетка должна делиться асимметрично, что подпитывается бороздами (образованием траншеи) вблизи определённой точки на клеточной мембране. Наличие хромосом индуцирует образование кортикальной шапочки актомиозина, кольцевой структуры миозина II и набора веретенообразных волокон, вращение которых способствует инвагинации на краю клеточной мембраны и отделяет полярное тело от ооцита.
Мейотические сбои могут привести к анеуплоидии в полярных телах, которая в большинстве случаев приводит к образованию анеуплоидной зиготы. Ошибки могут возникать во время любого из двух мейотических делений, которые производят каждое полярное тело, но более выражены, если они происходят во время формирования первого полярного тела, потому что формирование первого полярного тела влияет на хромосомный состав второго. Например, предвидение (разделение хроматид перед анафазой) в первом полярном теле может индуцировать образование анеуплоидного полярного тела. Поэтому формирование первого полярного тела является особенно важным фактором в формировании здоровой зиготы.
Однако хромосомные аномалии полярных тел не гарантируют развитие аномальной зиготы. Эуплоидная зигота может быть получена, если анеуплоидия взаимна: одно полярное тело имеет дополнительную хромосому, а другое лишено той же хромосомы (см. однородительская дисомия). Если лишняя хромосома поглощается в полярное тело, а не передается в яйцеклетку, трисомии можно избежать. Является ли это случайным событием или каким-то образом зависит от микросреды, пока неясно. По крайней мере, в одном случае эта эуплоидная зигота была прослежена через развитие до рождения здорового ребёнка с нормальным количеством хромосом.

## Медицинское применение
Биопсия полярного тела — взятие проб полярного тела яйцеклетки. После взятия пробы полярного тела последующий анализ может быть использован для прогнозирования жизнеспособности и вероятности беременности яйцеклетки, а также будущего здоровья человека в результате такой беременности. Последнее использование делает его формой преимплантационной генетической диагностики (ПГС). По сравнению с биопсией бластоцисты, биопсия полярного тела потенциально может иметь более низкие затраты, менее вредные побочные эффекты и более чувствительна к выявлению аномалий. Основным преимуществом использования полярных тел при ПГД является то, что они не обязательны для успешного оплодотворения или нормального эмбрионального развития, что не наносит ущерб для эмбриона.
Одним из недостатков биопсии ПБ является то, что она предоставляет только информацию о материнском вкладе в эмбрион, поэтому имеют место случаи аутосомно-доминантных расстройств и X-сцепленного рецессивного наследования, которые передаются по материнской линии, а аутосомно-рецессивные расстройства могут быть диагностированы только частично. Другим недостатком является повышенный риск диагностической ошибки, например, из-за деградации генетического материала или событий рекомбинации, которые приводят к гетерозиготным первым полярным телам.

## Дополнительные фотографии
- Диаграмма демонстрирует редукцию числа хромосом в процессе созревания яйцеклетки
- На схеме изображено сходство в процессе сперматогенеза и овогенеза
- Процесс оплодотворения яйцеклетки у мышей